# Tinis (Egipte)
Tinis o Thinis (grec antic: Θίνις, Thinis, Θίς, This; egipci: Tjenu; copte: Ⲧⲓⲛ; àrab: ثينيس, Ṯīnīs) fou una ciutat a la rodalia d'Abidos en un punt que no s'ha localitzat proper a Al-Birba. Fou la primera capital d'Egipte.
El període tinita se suposa que correspon al d'uns reis enterrats a Abidos però amb residència originària a Tinis i potser també residència secundària per un temps (la principal a la capital Menfis). El nom de tinita li fou donat per Manetó. El cementiri de Naga ed-Deir, no lluny d'on se suposa que és Tinis, degué ser el lloc d'enterrament de la gent de Tinis. La ciutat tenia com a deïtat a Anhur. Segurament va desaparèixer pel rol creixent de Memfis i Abidos i devia quedar parcialment despoblada ja durant l'Imperi Antic.
No obstant es va mantenir com un poble petit. A l'època hel·lènica i romana fou anomenada Tenessos i a l'edat mitjana Tinnis o Tennes. Segons els geògrafs àrabs ocupava una petita illa del llac Manzala (llavors llac de Tinnis) prop de la Mediterrània. Quan els àrabs hi van arribar al segle vii el seu governador era àrab, però servia als romans d'Orient, i es deia Abi Thawr (641); després de conquerir Damiata (Dimyat) els àrabs van ocupar la ciutat; les forces del governador de Tinis es diu que eren de 20.000 homes; l'església fou convertida en mesquita.
La població va anar creixent fins al segle xi; el 832 es diu que hi vivien 30.000 cristians; i el 1048 un geògraf estima la població en 50.000 habitants. Fins llavors havia estat cristiana i fins i tot seu d'un bisbat melquita, però al segle xi es va començar a islamitzar; el 844 fou fortificada però les obres no van acabar fins al 853, justament l'any en què una incursió romana va saquejar Damiata, va tenir algun suport a Tinis, i les autoritats van decidir reforçar la població musulmana i es va començar a perseguir els cristians; el 1013 es va ordenar la destrucció de les esglésies (que eren 72) i progressivament els cristians van emigrar cap a l'Imperi Romà d'Orient en els següents anys. Els jueus no eren nombrosos, car al segle xii Benjamí de Tudela diu que eren uns 40.
Fins al temps de les croades fou el tercer port del país després d'Alexandria i Damiata. L'illa no donava per alimentar a la població i s'havien de portar queviures de fora; l'aigua s'agafava del riu quan el Nil baixava fort i empenyia a les aigua salades de la Mediterrània fora del llac i s'acumulava en cisternes que van ser descobertes en les excavacions entre 1980 i 1990. La seva activitat econòmica era el tèxtil. Els normands van atacar la ciutat el 1151 i 1154 i van capturar molts habitants que van convertir en esclaus. Una nova ràtzia el 1177 de 40 vaixells normands, va durar dos dies fins que els normands; van tornar dos anys després i van sorprendre la ciutat, la van ocupar uns dies, i la van saquejar i incendiar. El 1181/1182 Saladí va reforçar les fortificacions però l'amenaça dels croats era constant i el 1192 va fer evacuar la població civil. A la Cinquena Croada Damiata fou ocupada i el sultà al-Malik al-Kamil va ordenar la destrucció de la ciutat el 1227. No obstant un temps després subsistia un llogaret a la vora de les ruïnes; Ibn Battuta no obstant l'esmenta en ruïnes el 1326 i el viatger Gilbert de Lannoy el 1420 diu el mateix.